# Lars Veldwijk
Lars Veldwijk (ur. 21 sierpnia 1991 w Uithoorn) – południowoafrykański piłkarz holenderskiego pochodzenia występujący na pozycji napastnika w holenderskim klubie FC Groningen. Wychowanek Volendam, w swojej karierze grał także w takich zespołach jak FC Utrecht, Dordrecht, SBV Excelsior, Nottingham Forest, PEC Zwolle, KV Kortrijk i Aalesunds FK.